# (469421) 2001 XD255
(469421) 2001 XD255, também escrito como (469421) 2001 XD255, é um objeto transnetuniano que está localizado no Cinturão de Kuiper, uma região do Sistema Solar. Este corpo celeste é classificado como um plutino, pois, o mesmo está em uma ressonância orbital de 2:3 com o planeta Netuno. Ele possui uma magnitude absoluta de 5,7 e tem um diâmetro estimado de cerca de 334 km. O astrônomo Mike Brown lista este corpo celeste em sua página na internet como um candidato a possível planeta anão.

## Descoberta
(469421) 2001 XD255 foi descoberto no dia 9 de dezembro de 2001 pelos astrônomos S. S. Sheppard, D. C. Jewitt e J. Kleyna.

## Órbita
A órbita de (469421) 2001 XD255 tem uma excentricidade de 0,112 e possui um semieixo maior de 39,618 UA. O seu periélio leva o mesmo a uma distância de 35,195 UA em relação ao Sol e seu afélio a 44,042 UA.